# Taylor Made Freestyle
«Taylor Made Freestyle» es una canción diss track del rapero canadiense Drake en respuesta a Kendrick Lamar, lanzada el 19 de abril de 2024. Sigue a «Push Ups», otro diss dirigido hacia Lamar. La canción presenta voces generadas por IA de Tupac Shakur y Snoop Dogg; el uso de la imagen de Shakur en la canción provocó una respuesta de sus herederos que instó a Drake a eliminar la canción por razones de derechos de la personalidad. Tras la respuesta de los herederos de Shakur, Drake eliminó la canción de todas las plataformas.

## Antecedentes
En 2024, Kendrick Lamar, Future y Metro Boomin colaboraron en la canción «Like That» del álbum conjunto de Future y Metro Boomin We Don't Trust You. En la canción, Lamar responde a una afirmación hecha por J. Cole en su canción con Drake, «First Person Shooter», de que los tres formaban los Big Three («Tres Grandes») del hip hop contemporáneo, rechazando la idea diciendo que él los superó a ambos. Lamar critica aún más a Drake al llamar a sus mejores canciones un light pack («paquete ligero») y comparar su rivalidad con la de Michael Jackson y Prince, diciendo Prince outlived Mike Jack («Prince sobrevivió a Mike Jack»). En respuesta, Drake lanzó «Push Ups» el 19 de abril, dos versiones del cual se filtraron prematuramente en línea unos días antes. Luego de percibir una falta de respuesta por parte de Lamar, Drake publicó un freestyle en su Instagram titulado «Taylor Made Freestyle».

## Letra
«Taylor Made Freestyle» incorpora las voces generadas por IA de Tupac Shakur, que aparece en el primer verso, y de Snoop Dogg, que aparece en el segundo. Drake se había vuelto viral un año antes después de que se utilizaran voces de Drake generadas por IA en una versión sin licencia de «Munch (Feelin' U)» de Ice Spice, lo que provocó críticas por parte de Drake. El verso de Shakur alienta a Lamar a criticar a Drake en nombre del West Coast rap y enumera formas en que puede hacerlo: Fuck this Canadian light skin guy [...] Call him a bitch for me, talk about him liking young girls as a gift for me («Que se joda este chico canadiense de piel clara [...] Llámalo perra de mi parte, habla de que le gustan las chicas jóvenes como un regalo para mí»). El verso de Snoop Dogg, mientras tanto, amonesta a Lamar por no lanzar otra diss track antes y parecer que se está preparando para el fracaso, diciendo World is watching this chess game, but oh you out of moves («El mundo está viendo este juego de ajedrez, pero te quedas sin movimientos»). El verso final presenta a Drake. En él, afirma que la razón por la que Lamar no le ha respondido todavía fue porque no quería verse eclipsado por el lanzamiento del undécimo álbum de estudio de Taylor Swift, The Tortured Poets Department; También compara su silencio con el desafío «Everybody on Mute» que fue un elemento de la Renaissance World Tour de Beyoncé.

## Respuesta
La canción provocó una amenaza de litigio por parte del patrimonio de Shakur. Billboard informó que Howard King, el demandante, envió a Drake una carta de cese y desista diciendo que usar la imagen de Shakur era una violación de los derechos de personalidad de Shakur y que Drake sería demandado si «Taylor Made Freestyle» permanecía en sus redes sociales. Los herederos dijeron que nunca habrían autorizado las voces generadas por IA y dijeron que era una afrenta al legado de Shakur; agregaron que su uso en un diss para despreciar a Lamar, quien respetaba a Shakur y a sus herederos, agravó la falta de respeto.
Lamar respondió a la diss track con la canción «Euphoria», y la disputa continuó con «Family Matters» de Drake y «Meet the Grahams» y «Not Like Us» de Lamar, las cuales fueron lanzadas con menos de 24 horas de diferencia.